# Tunas do Paraná
Tunas do Paraná é um município brasileiro do estado do Paraná.
(Para a cidade Tunas de Rio Grande do Sul, acesse: Tunas)

## Etimologia
De origem geográfica, provém de planta cactácea popularmente conhecida por "tunas", cientificamente é chamada de Cereus bomplandii ou Cereus alacriportamus. Esta planta é facilmente encontrada no território tunense. Etimologicamente o termo "Paraná" é de origem Guarani "pa'ra" = mar + "nã" = semelhante: Semelhante ao mar, rio grande, parente do mar.

## História
Tunas teve seu território movimentado desde cedo. Inúmeras expedições exploradoras dos séculos XVII e XVIII cortaram esta área, sem que, no entanto, deixasse sinais de efetivo povoamento. Mas, permitiu que sua história tivesse similaridade com a de Bocaiuva do Sul, antigo Arraial Queimado, um dos mais antigos municípios do Estado do Paraná. A sede municipal de Tunas serviu de base para o acampamento do 5° Batalhão de Sapadores, entre os anos de 1930 e 1935, este ponto foi escolhido devido a sua posição estratégica. Nesta época iniciou-se a construção da BR-476, que foi projetada e implantada pelo 5° BT de Engenharia da CER-1-M.Exército.
Nesta época o povoado chamava-se Pedra Preta, devido ao afloramento da pedra conhecida comercialmente por Granito Tunas. Estudos geológicos identificam esta pedra como sienito, uma rocha vulcânica, extrusiva escura, de textura homogênea e fina, menos fraturada do que o granito. Tal formação rochosa incide na região norte do município de Tunas.
Pelo Decreto-Lei Estadual n° 199, de 30 de dezembro de 1943, assinado pelo Interventor Federal Manoel Ribas, foi criado o Distrito Administrativo de Pedra Preta, com território pertencente ao município de Bocaiuva do Sul.
Em torno do ano de 1960, a localidade de Pedra Preta já conhecia a denominação de Tunas, e com este nome foi elevado à categoria de município emancipado, em 30 de abril de 1990, através da Lei Estadual n° 9.236, sancionada pelo governador Álvaro Fernandes Dias. O território foi desmembrado do município de Bocaiuva do Sul, e a Lei Estadual n° 10.230, de 28 de dezembro de 1992, alterou a denominação para Tunas do Paraná. A instalação oficial deu-se em 1 de janeiro de 1993.

## Demografia
Sua população em 2010 era 6.258 habitantes.

## Economia
A economia municipal é marcadamente extrativista, tendo grande destaque as atividades de reflorestamento, corte e beneficiamento de madeira (especialmente pinus e eucaliptos), e a extração de mármores e granitos. Recentemente, foram descobertas jazidas de chumbo, ainda não exploradas.

## Administração
- Prefeito: Marco Antônio Baldão (2025-2028)
- Vice-prefeito: Luiz Carlos Polli
- Presidente da câmara: Adriano Pereira Xavier

## Transporte
O município de Tunas do Paraná é servido pelas seguintes rodovias:
- BR-476, no seu trecho norte, que liga Curitiba a Apiaí (SP-260)
- PR-340, que liga a sede do município a Cerro Azul.[6]